# Steinkisten von Sannox
Die bronze- und steinzeitlichen Steinkisten von Sannox (englisch Sannox Cists) wurden in einem stillgelegten Steinbruch bei Sannox, im Nordosten der Isle of Arran in North Ayrshire, in Schottland entdeckt, wo Steinkiste 1 so weit aus der Abbaukante ragte, dass ein Endstein verloren ging.
Kiste 1 bestand noch aus drei großen unbearbeiteten Blöcken. Sie enthielt eine Feuerbestattung, begleitet von einem dreifach gegliederten verzierten Gefäß und einem Messer aus Feuerstein. Das Gefäß ist insofern bemerkenswert, weil die Mehrheit dieser Töpfe im Osten Schottlands gefunden wurde. Aus den eingeäscherten Knochen wurde ein kalibriertes Radiokarbondatum von 2154 bis 2026 v. Chr. (frühe Bronzezeit) ermittelt.

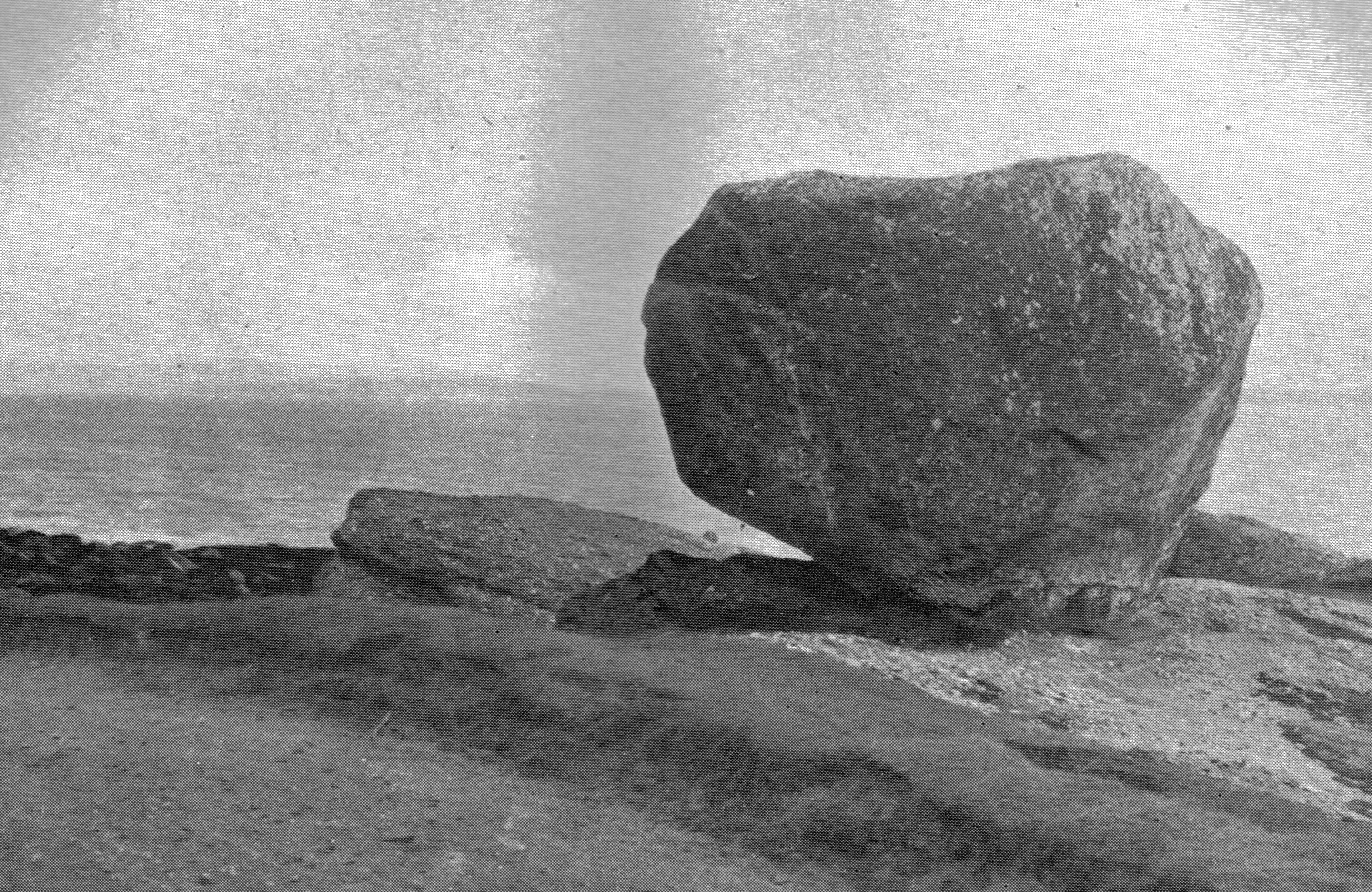
Der Wackelstein von Sannox

Die zweite, aus vier Platten erbaute Kiste, war nahezu leer. Ein Holzkohlefragment aus der zweiten Kiste wurde auf 3520 bis 3368 v. Chr. datiert, was den frühen Aktivitäten in der Umgebung entsprechen würde.
Die beiden Kisten können nicht zeitgenössisch sein oder die gleiche Funktion gehabt haben. Es ist unbekannt, wie viele andere Kisten in diesem Bereich verloren gingen bzw. unentdeckt blieben.
Der Wackelstein existierte zwischen 1913 und 1919 in Sannox auf einer horizontalen Plattform nahe der Küste.